# Ледервуд, Алекс
Алекс Ледервуд (англ. Alex Leatherwood; 5 января 1999, Пенсакола, Флорида) — профессиональный американский футболист, выступающий на позиции гарда в клубе НФЛ «Лас-Вегас Рэйдерс». На студенческом уровне играл за команду Алабамского университета. Победитель студенческого национального чемпионата в сезонах 2017 и 2020 годов. Обладатель наград лучшему внутреннему линейному и лучшему блокирующему NCAA по итогам 2020 года. На драфте НФЛ 2021 года был выбран в первом раунде под общим семнадцатым номером.

## Биография
Алекс Ледервуд родился 5 января 1999 года в Пенсаколе во Флориде. Окончил старшую школу имени Букера Вашингтона. После выпуска входил в число лучших молодых игроков штата, в национальном рейтинге ESPN занимал восьмое место. В январе 2017 года поступил в Алабамский университет.

### Любительская карьера
В составе университетской команды Ледервуд дебютировал в 2017 году, сыграв в семи матчах. В победном финале плей-офф против «Джорджии» он заменил травмированного левого тэкла Джону Уильямса, провёл на поле 44 снэпа и пропустил один сэк. Перед началом сезона 2018 года его перевели на позицию стартового правого гарда, где он сыграл все пятнадцать матчей турнира. Линия нападения «Алабамы», в которой он играл, стала лучшей в конференции SEC по числу пропущенных сэков.
В 2019 году Ледервуд занял место основного левого тэкла команды. В тринадцати сыгранных матчах он пропустил два сэка в 752 розыгрышах, по результатам опроса тренеров вошёл в состав сборной звёзд конференции. После завершения сезона он отказался от возможности выйти на драфт НФЛ и остался в университете ещё на год. В 2020 году он сыграл тринадцать матчей, в том числе финал против «Огайо Стейт», пропустив два сэка и допустив пять нарушений правил. Линия нападений Алабамы была признана лучшей в NCAA, а Ледервуд стал обладателем Аутленд Трофи лучшему внутреннему линейному и разделил с партнёром по команде Лэндоном Дикерсоном приз лучшему блокирующему.

### Профессиональная карьера
Перед драфтом НФЛ 2021 года большинство команд лиги рассматривало Ледервуда как правого тэкла или гарда, так как для игры слева ему не хватало качественного первого шага. Аналитик сайта лиги Лэнс Зирлейн выделял его способность работать во всех схемах выносной игры, но указывал на нехватку агрессивности. Джим Мора из Sports Illustrated писал, что у Ледервуда есть все задатки для успешной карьеры в лиге.
Ледервуд был выбран «Лас-Вегасом» в первом раунде драфта под общим семнадцатым номером. Контракт с командой он подписал в мае. Генеральный менеджер «Рэйдерс» Майк Мейок заявил, что он поборется за позицию стартового правого тэкла, но в случае проблем будет переведён на место гарда. Первые четыре матча он сыграл тэклом, допустив шестнадцать давлений на квотербека и пропустив два сэка. После этого тренерский штаб команды переместил Ледервуда на позицию гарда, где его эффективность выросла. Тем не менее, регулярный чемпионат он завершил с 65 допущенными давлениями, став худшим в лиге по этому показателю. Сайт Pro Football Focus поставил его на предпоследнее место по действиям в пасовых розыгрышах.